# Uzuntaş, Pütürge
Uzuntaş là một xã thuộc huyện Pütürge, tỉnh Malatya, Thổ Nhĩ Kỳ. Dân số thời điểm năm 2011 là 559 người.